# Glándula salival

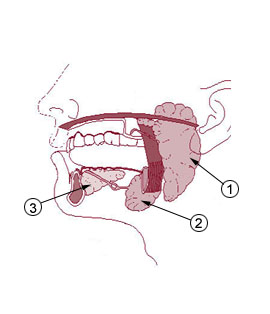
Glándulas salivales mayores en la especie humana.
1. Parótida
2. Submaxilar
3. Sublingual.

Las glándulas salivales en diversas especies biológicas son glándulas exocrinas y anejas al tubo digestivo superior cuya función es la producción de saliva que se vierte en la cavidad bucal.
La saliva es un líquido de consistencia acuosa, que contiene proteínas, glucoproteínas, hidratos de carbono, electrólitos, células epiteliales descamadas y leucocitos. Es la encargada, entre otras, de iniciar la digestión de los alimentos al humedecerlos para ayudar en el proceso de masticado y deglución y contiene enzimas que comienzan el proceso de digestión de carbohidratos (amilasa) y grasas (lipasa salival).

## Histología

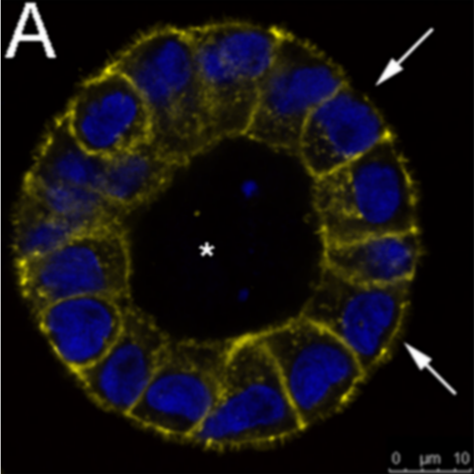
Acino glandular. Límites celulares de células secretoras en amarillo, núcleos celulares en azul.

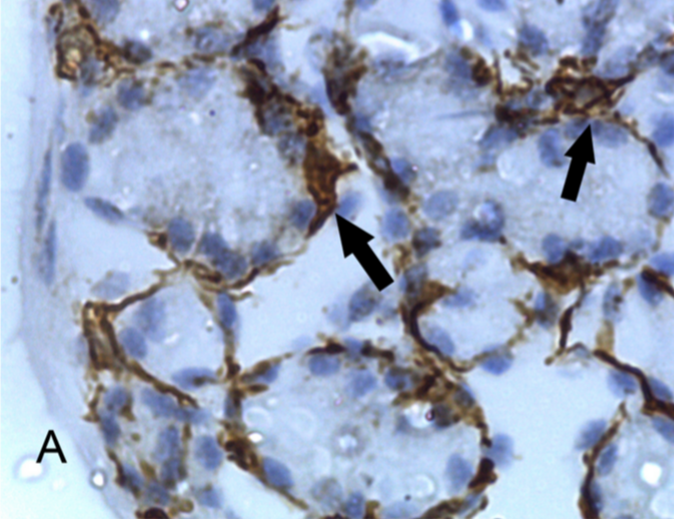
Glándula salival sector secretor (en azul). Células mioepiteliales (en marrón, flechas).

Las glándulas salivales están formadas por un sector secretor o acino glandular y un conducto excretor.
Las células del acino son epiteliales secretoras cúbicas y se disponen en contacto estrecho alrededor de la luz central.
Las células mioepiteliales se encuentran en todas las glándulas salivales y se localizan por fuera de las células secretoras, entre estas  y la lámina basal. Son células aplanadas con capacidad contráctil.
De acuerdo al tipo de células secretoras se pueden clasificar como:
- Glándulas serosas contienen solo células glandulares serosas y secretan saliva fluida que contiene ptialina.
- Glándulas mucosas solo tienen células glandulares mucosas.
- Glándulas mixtas contienen células mucosas y serosas, la secreción es viscosa e incluye mucina y ptialina.

Sistema de conductos excretores. Las primeras porciones se denominan conductos intercalares, luego son intralobulares y se continúan en los conductos salivales o estriados.

## Clasificación anatómica
En anatomía humana se clasifican de acuerdo a su tamaño e importancia funcional en:
1. Las glándulas salivales mayores representadas por 3 glándulas pares: las glándulas sublinguales: ubicadas en el tejido conectivo de la cavidad oral, glándulas parótidas y glándula submaxilar: ubicadas por fuera de la cavidad oral.
2. Las glándulas salivales menores, secundarias o accesorias se encuentran distribuidas en la mucosa y submucosa de los órganos de la boca y son las glándulas labiales, genianas, palatinas y linguales.[3]

### Glándula parótida
Es una glándula tubuloacinosa que es sólo serosa, que comunica la boca a través del conducto de Stenon. Produce alrededor de 1-1,5 L de saliva por día.

### Glándula submaxilar
La glándula submaxilar es una glándula salival que tiene una forma irregular y un tamaño parecido a una nuez con un peso de 8 a 15 gramos. Se localiza en la parte posterior del piso de la boca. Esta glándula produce una secreción musinosa acuosa, llamada mucoserosa, a través del conducto de Wharton.

### Glándula sublingual
Glándula secretora de saliva mucosa. Vierten su secreción por el conducto de Rivinus o Bertollin.

### Glándulas salivales menores
Son pequeñas, numerosas y superficiales, situadas en los diferentes órganos de la cavidad bucal con excepción de las encías y parte anterior del paladar duro. Son labiales, genianas o vestibulares, palatinas y linguales. A excepción de las linguales de Von Ebner que son de secreción serosa, la mayoría son mixtas, con predominio mucoso.
Aunque son responsables de la menor cantidad de saliva producida (5-10 % del total) son las que, por su producción continua, mantienen la lubricación o humedad de la boca y contribuyen a mantenerla libre de infecciones y caries por producir una película protectora y, con su alto contenido de mucinas inmunoglobulinas, fosfatasas ácidas y lisozimas, impedir la colonización de los gérmenes y su ataque al esmalte dental.

### Glándulas tubariales
Las glándulas salivales tubariales o glándulas tubariales se ubican en la parte posterior de la nasofaringe. Fueron descubiertas en septiembre de 2020 por un grupo de investigadores holandeses —entre ellos Wouter Vogel y Matthijs Valstar— del Instituto del Cáncer de los Países Bajos (Netherlands Cancer Institute).

## Patologías
La hipertrofia de las glándulas salivales mayores se observa en el síndrome de down, alcoholismo, amiloidosis, sarcoidosis, mixedema, linfomas, obesidad y ocasionalmente en la uremia. Otros trastornos y lesiones locales incluyen:
- Parotiditis
- Cálculo de la glándula salival
- Cáncer de boca
- Mucocele
- Sialadenitis
- Síndrome de jacintitis
- Tumores de glándula salival:
  - Adenoma pleomórfico
  - Carcinoma mucoepidermoide
  - Tumor de Warthin

Las tumefacciones no-neoplásicas pueden ser asintomáticas y se caracterizan por proliferación del tejido glandular, llamadas hiperplasias adenomatoides.